# Adorf (Twist)
 Adorf  is een plaats in het zuiden van de Duitse gemeente Twist, deelstaat Nedersaksen. In 2013 had het dorp 285 inwoners.

## Geschiedenis
Adorf ontstond in 1775 op de zuidwestelijke oever van het Schoonebeker Diep, in het Duits Grenzaa genoemd. De leefomstandigheden in het toenmalige veengebied waren zwaar. Dit verbeterde toen men in 1892 het dorp ontsloot met de aanleg van het Zuid-Noordkanaal.
Lange tijd behoorde Adorf tot Landkreis Grafschaft Bentheim. In het kader van gemeentelijke herindeling in Nedersaksen werd Adorf op 1 maart 1974 overgeheveld naar de gemeente Twist, waardoor het dorp in Landkreis Meppen kwam te liggen. Sinds de herindeling van de landkreisen in 1977 behoort Adorf tot Landkreis Emsland.

## Bezienswaardigheden
In Adorf staat het oudste gebouw van de gemeente Twist, namelijk een Nederduits hallenhuis. Het oudste deel van dit hallenhuis stamt vermoedelijk uit de 17e eeuw en stond oorspronkelijk in Hohenkörben bij Nordhorn. Omstreeks 1850 werd dit hallenhuis door de familie Fuhler gekocht, afgebroken en heropgebouwd in Adorf.
Tevens staat in Adorf de Rooms-Katholieke Sint-Mariakerk.

## Fotogalerij

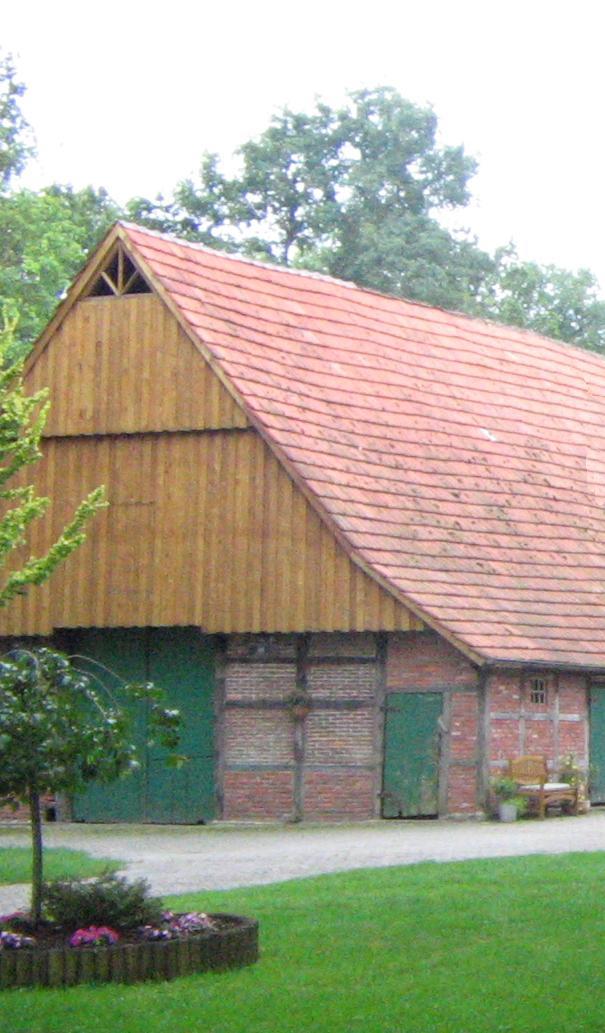
Het oudste gebouw in de gemeente Twist
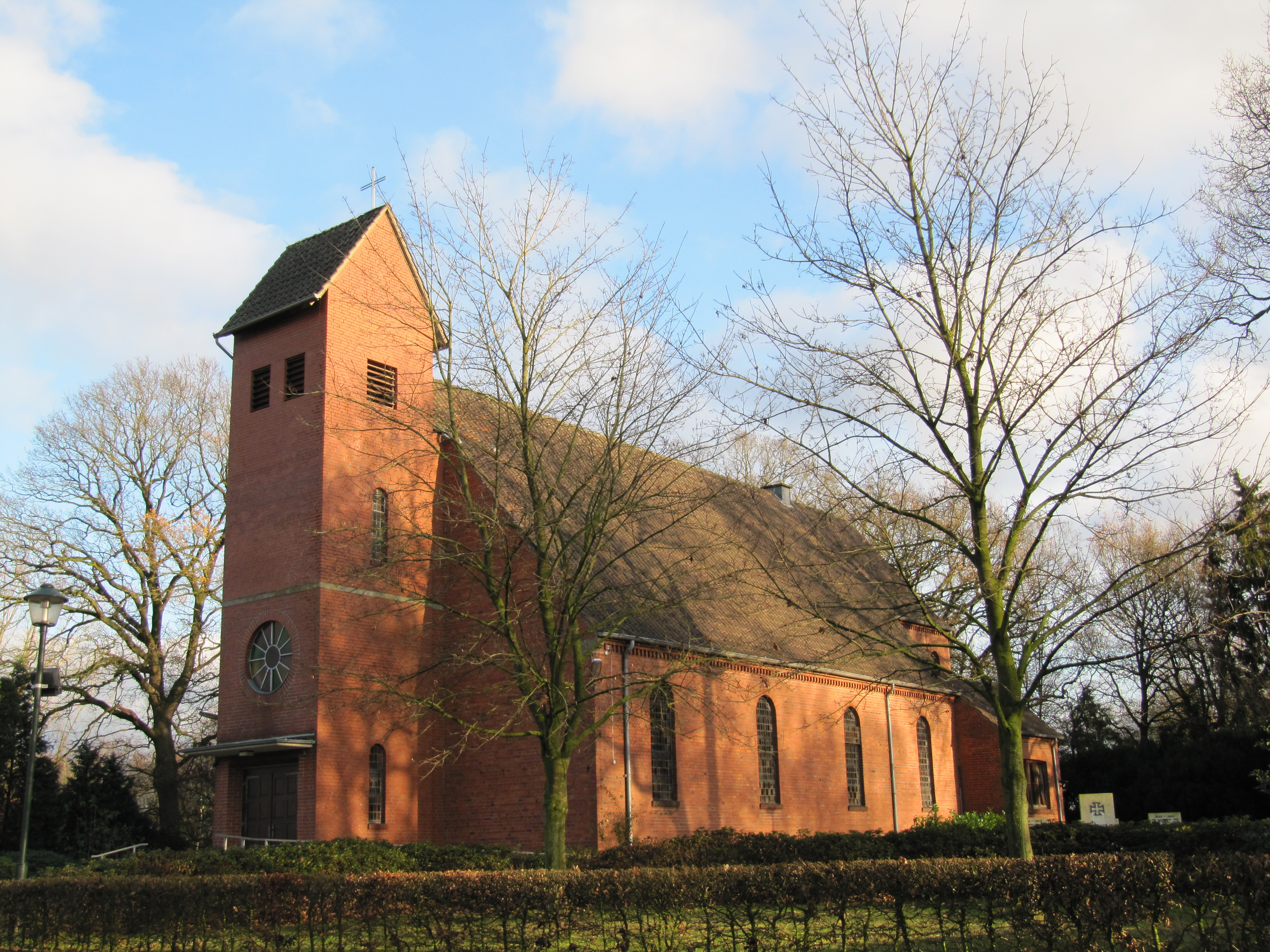
De Sint-Mariakerk in Adorf
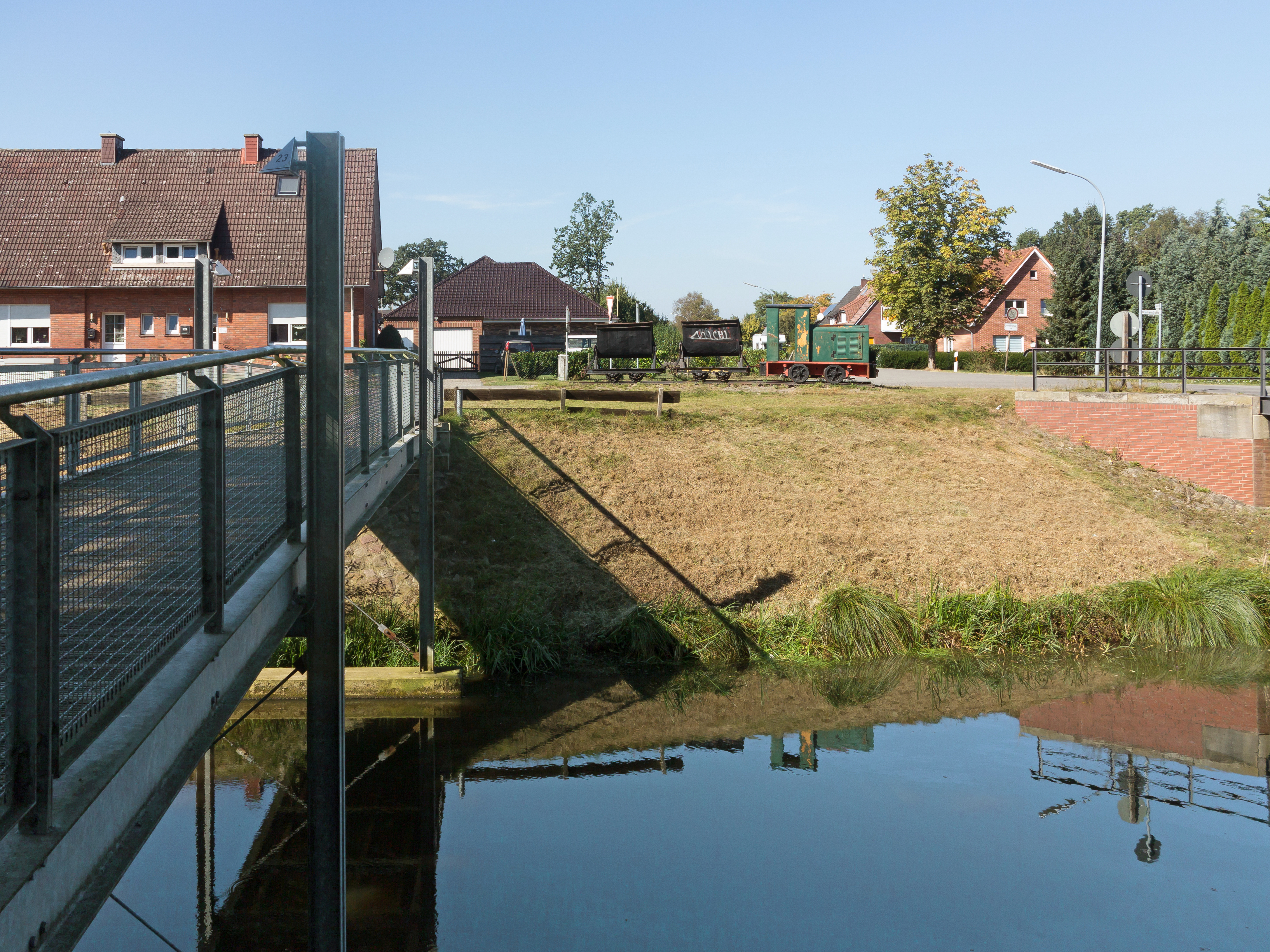
Loopbrug over het Zuid-Noordkanaal in Adorf